# Illum Wikkelsø
Kristian Illum Wikkelsø (* 15. Juli 1919; † 14. Februar 1999) war ein dänischer Möbeldesigner. Er gehört zu der Generation von dänischen Designern, die die dänische Möbelformgestaltung der 1950er/1960er Jahre weltweit bekannt machte.

## Leben
Illum Wikkelsø erhielt 1938 seine Ausbildung als Tischler und studierte 1941 an der Schule für Kunst und Handwerk (heute: Dänische Designschule) in Kopenhagen. Zunächst arbeitete er für den dänischen Kunsttischler Jacob Kjær und die Architekten Peter Hvidt und Orla Mølgaard, bis er 1954 im Umland von Aarhus seine eigene Werkstatt eröffnete.
Hier entwarf er vorwiegend schlichte und elegante Sitzmöbel mit großer Funktionalität, die heute als Klassiker des dänischen Möbeldesigns gelten. Der Stil seiner Arbeiten reicht vom Klassizismus Kaare Klints bis hin zum Space Age Expressionismus von Arne Jacobsen. Zu seinen bekanntesten Entwürfen zählen sein Schaukelstuhl und der Sessel Modell V11. Die Fertigung seiner Designs wurde unter anderem von Möbelherstellern wie C.F. Christensen, N. Eilersen, Holger Christiansen, Komfort/Dansk Form, Søren Willadsen Møbelfabrik und Hjørring Møbelfabrik umgesetzt.
Wikkelsø verstarb 1999 und wurde in Aarhus beigesetzt.